# دسعادفتين (حديبو)

تعديل مصدري - تعديل

دسعادفتين إحدى قرى مديرية حديبو التابعة لمحافظة سقطرى، بلغ تعداد سكانها 34 نسمة حسب تعداد اليمن لعام 2004.